# Gentiana spathacea
Gentiana spathacea là một loài thực vật có hoa trong họ Long đởm. Loài này được Kunth mô tả khoa học đầu tiên năm 1819.